# Sveduberget
Sveduberget är ett naturreservat i Härjedalens kommun i Jämtlands län.
Området är naturskyddat sedan 2017 och är 90 hektar stort. Reservatet ligger i anslutning i söder till Sonfjällets nationalpark i södra sluttningen av Sveduberget.  Växtligheten består av gammal tallskog med gran i svackor. 